# Mira-Bhayandar
Mira-Bhayandar là một thành phố và là nơi đặt hội đồng đô thị (municipal council) của quận Thane thuộc bang Maharashtra, Ấn Độ.

## Nhân khẩu
Theo điều tra dân số năm 2001 của Ấn Độ, Mira-Bhayandar có dân số 520.301 người. Phái nam chiếm 55% tổng số dân và phái nữ chiếm 45%. Mira-Bhayandar có tỷ lệ 78% biết đọc biết viết, cao hơn tỷ lệ trung bình toàn quốc là 59,5%: tỷ lệ cho phái nam là 81%, và tỷ lệ cho phái nữ là 74%. Tại Mira-Bhayandar, 13% dân số nhỏ hơn 6 tuổi.